# Inkwizycja w Polsce
Inkwizycja w Polsce – instytucja kościelna powołana w XIII wieku do zwalczania heretyków. Stałe struktury inkwizycji na ziemiach polskich zostały utworzone w pierwszej połowie XIV wieku i w zwalczaniu herezji zawsze pełniły rolę podrzędną w stosunku do trybunałów biskupich, które zajmowały się zwalczaniem heretyków w Polsce już w połowie wieku XIII. Ostateczny kres istnieniu trybunałów inkwizycyjnych przyniosła reformacja i zwycięstwo idei tolerancji religijnej w Polsce w drugiej połowie XVI wieku.
Pod względem geograficznym obszar podlegający jurysdykcji polskich inkwizytorów obejmował ziemie wchodzące w skład metropolii gnieźnieńskiej (w tym Śląsk, a od końca XIV wieku także Litwę) oraz Prusy, nie obejmował natomiast (poza krótkim epizodem w latach 60. XV wieku) Pomorza Zachodniego, które na mocy bulli Bonifacego IX z 1399 podlegało inkwizytorom niemieckiej prowincji Saksonia. Z kolei Ruś Halicka, choć od roku 1340 (z krótką przerwą za panowania Ludwika Węgierskiego) należała do państwa polskiego, aż do połowy XV wieku tworzyła odrębną jednostkę w strukturach terytorialnych papieskiej inkwizycji.

## Historia inkwizycji na ziemiach polskich

### Represje antyheretyckie w Polsce do 1318 roku

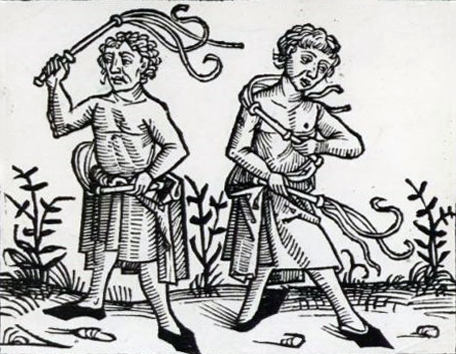
XV-wieczny drzeworyt przedstawiający biczowników

W Polsce w XII i XIII wieku nie odnotowano żadnego z masowych ruchów heretyckich obecnych na zachodzie i południu kontynentu (katarzy, waldensi). Jedynie w 1261 roku na ziemie polskie dotarli biczownicy, będący nieortodoksyjnym ruchem pokutniczym. Jak można wnioskować ze wzmianek kronikarskich, spacyfikowanie przez Kościół tego ruchu odbyło się bez uruchamiania machiny represyjnej na większą skalę. Arcybiskup gnieźnieński Janusz zakazał procesji biczowników pod karą ekskomuniki i więzienia, a rozporządzenia te zatwierdziły władze świeckie. Najprawdopodobniej zdecydowana większość biczowników podporządkowała się tym zakazom.
Dopiero na początku XIV wieku na Śląsk zaczął przenikać (prawdopodobnie z Czech) ruch waldensów. Wspólnotę waldensów wykryto w 1315 roku w Świdnicy. Biskup wrocławski Henryk z Wierzbna nakazał podjęcie akcji represyjnej na dużą skalę. Przewodniczącym trybunału mianował swego biskupa pomocniczego Pawła. W wyniku podjętej akcji schwytano dużą liczbę podejrzanych o przynależność do tej grupy we Wrocławiu, Świdnicy i Nysie. Około 50 osób zostało wówczas spalonych na stosie a wielu innych musiało ratować się ucieczką. W tym samym czasie represje wobec waldensów miały miejsce także w Austrii i Czechach.
Prześladowania waldensów na Śląsku w 1315 roku były dziełem trybunału biskupiego, a nie papieskiej inkwizycji, której na ziemiach polskich wówczas nie było. Wydarzenia te mogły jednak wpłynąć na podjęcie przez papieża Jana XXII decyzji o mianowaniu papieskich inkwizytorów dla polskich diecezji.

### XIV wiek (od 1318 roku)

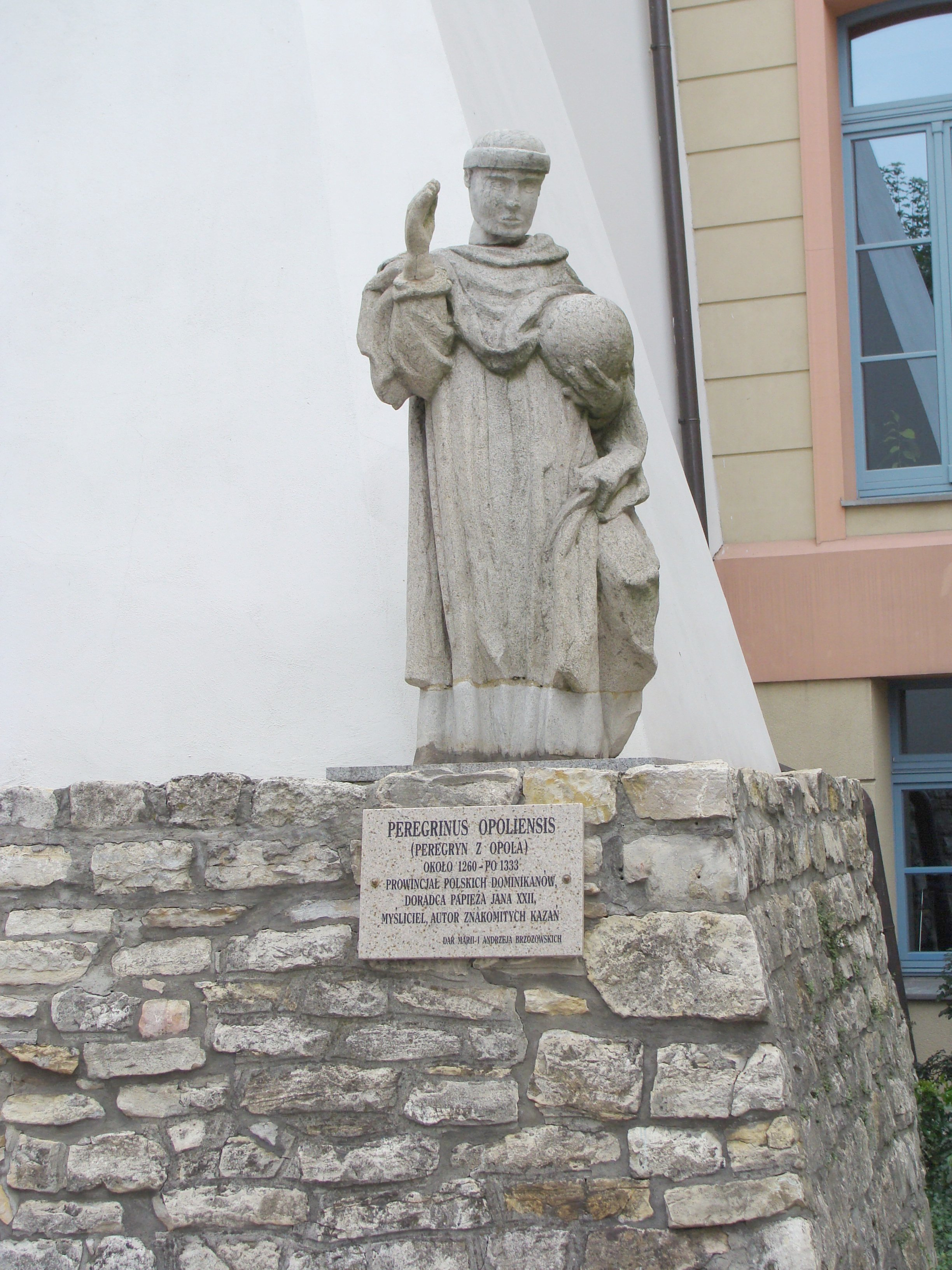
Peregryn z Opola, pierwszy papieski inkwizytor na ziemiach polskich

1 maja 1318 roku papież Jan XXII mianował dominikanina Peregryna z Opola i franciszkanina Mikołaja Hospodyńca inkwizytorami dla diecezji wrocławskiej i krakowskiej. Dziewięć lat później, w kwietniu 1327 roku, Jan XXII wydał kolejne rozporządzenia, na mocy których powierzył polskiemu prowincjałowi dominikanów prawo mianowania inkwizytorów na całym obszarze prowincji polskiej, a polskiego króla oraz episkopat wezwał do wspierania inkwizytorów. Rozporządzenie to, potwierdzone przez papieża Eugeniusza IV w 1432 roku, stało się podstawą funkcjonowania urzędu papieskiej inkwizycji w Polsce. Obaj inkwizytorzy mianowani w 1318 roku zrezygnowali lub zostali odwołani z urzędu i od tej pory aż do czasów reformacji urząd ten sprawowali wyłącznie dominikanie.
Rozporządzenia papieskie z lat 1318–1327 miały prawdopodobnie charakter prewencyjny i nie wiązały się ze wzrostem aktywności heretyków na ziemiach polskich. Prześladowania śląskich waldensów przeprowadzone przez sądy biskupie w 1315 roku najprawdopodobniej były skuteczne i nie wymagały wsparcia papieskiej inkwizycji. Przemawia za tym także fakt, że dominikański prowincjał nie spieszył się z mianowaniem nowych inkwizytorów na miejsce Peregryna z Opola i Mikołaja Hospodyńca. Nowy inkwizytor krakowski został mianowany najwcześniej w 1328 roku, a wrocławski w 1330 roku. W latach 30. XIV w. mianowani zostali także inkwizytorzy dla Wielkopolski, która nie była objęta jurysdykcją inkwizytorów mianowanych w 1318 roku, oraz dla państwa zakonu krzyżackiego, gdyż Prusy należały do polskiej prowincji zakonnej dominikanów.
Pomimo objęcia jurysdykcją papieskiej inkwizycji wszystkich ziem polskich, prawie wszystkie konkretne informacje o jej działalności na tym obszarze w XIV wieku pochodzą ze Śląska, który od 1327 roku politycznie nie był częścią Polski, lecz lennem Czech. W 1332 roku inkwizytor wrocławsko-lubuski Jan Schwenkenfeld prowadził proces przeciwko 16 beginkom ze Świdnicy, podejrzanym o wyznawanie tzw. „herezji wolnego ducha”. Kilka lat później inkwizytor ten zaangażował się w konflikt między biskupem wrocławskim Nankerem z wrocławskim magistratem po stronie tego pierwszego, co zakończyło się jego zamordowaniem w 1341 roku. W 1349 roku przez ziemie polskie przetoczyła się kolejna fala procesji biczowników, potępionych przez papieża Klemensa VI. Ich przywódca w diecezji wrocławskiej został spalony na stosie na polecenie biskupa Przecława z Pogorzeli. Około 1380 roku na Śląsku skonfiskowano domy begardów i beginek, a w 1398 roku we Wrocławiu spalono zwolennika nauk Jana Wiklefa.
Nie ma prawie żadnych informacji o procesach inkwizycyjnych w Królestwie Polskim w XIV wieku. Co prawda szesnastowieczny historiograf Matthias Flacius twierdził, że ok. 1330 roku Polska wraz z Czechami była obszarem wielkiej akcji inkwizycyjnej przeciwko waldensom, jednak dokładniejsze analizy tekstu Flaciusa i jego źródeł podważyły ten pogląd. Niemiecki inkwizytor Piotr Zwicker ok. 1395 roku odnotował, że jednym z krajów, do których nauka waldensów nie dotarła, jest królestwo krakowskie.

### XV wiek
Wystąpienia Wiklefa i Jana Husa spowodowały ferment w środowiskach uniwersyteckich w Europie, w tym w Krakowie. Szerzeniu się „podejrzanych” idei próbował przeciwdziałać krakowski inkwizytor Piotr, który w 1408 roku uzyskał od króla Władysława Jagiełły edykt zobowiązujący władze świeckie do współdziałania z inkwizycją. W 1413 roku w ręce inkwizytora Piotra o mało nie wpadł przebywający w Polsce Hieronim z Pragi, bliski współpracownik Jana Husa, który jednak w porę ostrzeżony zbiegł na Litwę.

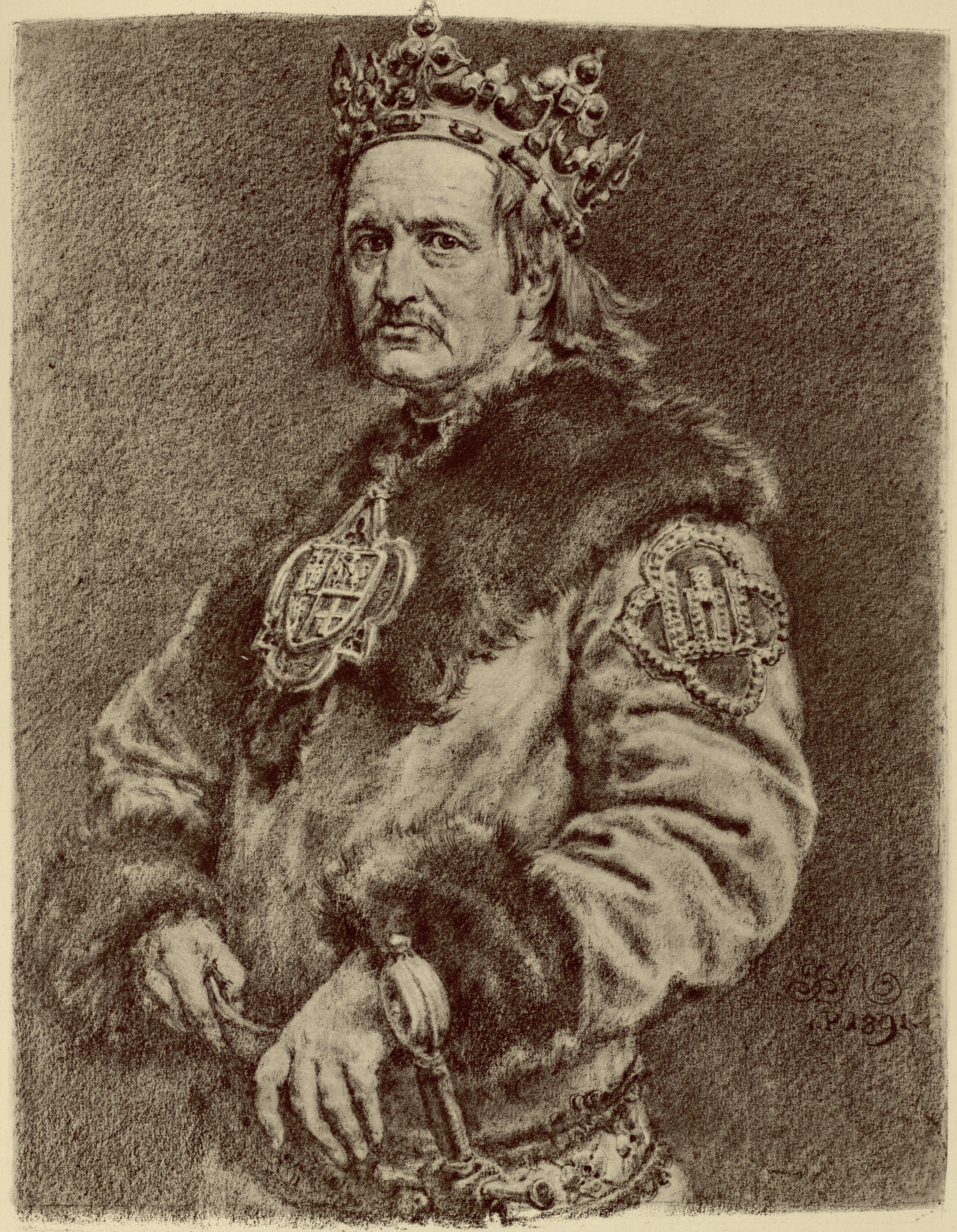
Król Władysław Jagiełło uznał herezję za zbrodnię obrazy majestatu

Po Soborze w Konstancji, na którym spalono Jana Husa (w 1415 roku) i Hieronima z Pragi (w 1416 roku) polski episkopat podjął kroki przeciwko szerzeniu się ich idei w Polsce i postarał się w tym względzie o wsparcie królewskie. Uchwały synodu prowincjonalnego z 1420 roku potępiły husytyzm i nakazywały wiernym denuncjować wszystkich podejrzanych inkwizytorom, a w następnych latach regularnie przypominano o tych rozporządzeniach w kazaniach i uchwałach kolejnych synodów. 9 kwietnia 1424 król Władysław Jagiełło wydał tzw. edykt wieluński, uznający wyznawanie husytyzmu za zbrodnię obrazy majestatu. W latach 1436, 1454 i 1463 papiescy inkwizytorzy otrzymali przywileje królewskie, nakazujące wszystkim poddanym udzielanie im pomocy w zwalczaniu herezji.
Inkwizytorzy Mikołaj z Łęczycy i Jakub Grzymała uczestniczyli w procesach podejrzanych o husytyzm w diecezjach poznańskiej i płockiej, np. w latach 1439–1443 Mikołaj z Łęczycy przesłuchiwał husytów ze Zbąszynia, głównego ośrodka tej wiary w Wielkopolsce. Protektorem husytów w tym rejonie był szlachcic Abraham Głowacz ze Zbąszynia (zm. w 1441 roku), który ostatecznie krótko przed śmiercią pojednał się z Kościołem. Generalnie jednak działalność antyheretycka w Królestwie Polskim była w przeważającej mierze dziełem sądów biskupich, podczas gdy rola papieskich inkwizytorów była co najwyżej pomocnicza. Spośród blisko 200 odnotowanych w źródłach spraw o herezję w XV-wiecznym Królestwie Polskim niemal wszystkie zostały rozpatrzone przez sądy biskupie, choć niekiedy na etapie przesłuchań świadków i podejrzanych uczestniczył także inkwizytor. Tylko w pięciu przypadkach wyrok został wydany wspólnie przez inkwizytora i biskupa, działających razem jako równoprawni sędziowie. Zaledwie kilkanaście wyroków zostało wydanych przez inkwizytorów bez uczestnictwa biskupa. Nawet procesy husytów ze Zbąszynia w latach 40. XV wieku, w których aktywny udział brał inkwizytor Mikołaj z Łęczycy, zostały zainicjowane przez biskupa poznańskiego Andrzeja Bnińskiego, który osobiście przesłuchiwał wielu podejrzanych i wydawał bądź zatwierdzał wyroki.
Obok Andrzeja Bnińskiego za głównego „pogromcę” polskich husytów uchodził biskup krakowski Zbigniew Oleśnicki (zm. w 1455 roku). Sprawował on urząd regenta Królestwa Polskiego po śmierci Władysława Jagiełły w 1434 roku, prowadząc radykalnie antyczeską i antyhusycką politykę. Część szlachty pod wodzą Spytka z Melsztyna była przeciwna jego rządom i sympatyzowała z husytyzmem, kiedy jednak w 1439 roku zawiązała konfederację i wznieciła bunt przeciwko Oleśnickiemu, poniosła klęskę w bitwie pod Grotnikami. Mniej wiadomo o działalności inkwizycyjnej Oleśnickiego wobec husytów, gdyż nie zachowały się akta krakowskiego sądu biskupiego sprzed 1466 roku.
Wynikającą z zachowanych akt procesowych podrzędną rolę inkwizytorów w zwalczaniu herezji pośrednio potwierdza fakt, że dla wielu urzędujących w XV i na początku XVI wieku inkwizytorów była to jedynie dodatkowa funkcja, podczas gdy na co dzień poświęcali się studiom lub sprawowali różne funkcje administracyjne w zakonie, byli przeorami klasztorów, niekiedy nawet prowincjałami. Kiedy w 1465 roku polska kapituła prowincjonalna, pod naciskiem władz zakonnych, uchwaliła zakaz łączenia funkcji przeora konwentu oraz inkwizytora, okazało się, że problem ten dotyczy aż czterech urzędujących wówczas inkwizytorów: Jakuba Grzymały, przeora płockiego, Grzegorza Hejncze, przeora wrocławskiego, Wincentego Wierzbięty, przeora poznańskiego oraz Mikołaja Grüneberga, przeora toruńskiego. Najwyraźniej zresztą uchwały te nie były egzekwowane w sposób konsekwentny. W 1478 roku Wojciech z Siecienia uzyskał od generała zakonu Leonarda Mansuetiego dyspensę umożliwiającą łączenie funkcji inkwizytora krakowskiego i prowincjała.
Do ostatnich znaczących procesów przeciwko husytom w Polsce doszło na Kujawach. W 1480 roku biskup kujawski Zbigniew Oleśnicki (zm. w 1493 roku) przesłuchał kilkanaście osób, z czego sześć uznał za winnych herezji. W 1499 roku z kolei biskup Krzesław Kurozwęcki skazał na śmierć duchownego Adama z Radziejowa, który odmówił wyrzeczenia się herezji.
Brak dokumentacji kościelnej poważnie utrudnia ocenę działalności inkwizycji (zarówno papieskiej, jak i biskupiej) w XV wieku na Śląsku, należącym wówczas do Czech. W 1420 roku we Wrocławiu doszło do stracenia praskiego mieszczanina Jana Krasy za wyznawanie husytyzmu, jednak wyrok ten wydali przebywający wówczas w tym mieście legat papieski Fernando de Palacios oraz król czesko-niemiecki Zygmunt Luksemburski. W latach 20. i 30. Śląsk stał się terenem walk zbrojnych katolików z husytami. W źródłach odnotowano wiele przypadków karania przez władze świeckie osób podejrzanych o prohusyckie sympatie jako zdrajców. Trudno jednak orzec jaki był w tym udział inkwizycji. Jedną z niewielu wzmianek źródłowych mogących się odnosić do działalności śląskiej inkwizycji w XV wieku jest informacja z kroniki Zygmunta Rosicza o spaleniu we Wrocławiu adwokata miejscowego konsystorza diecezjalnego Piotra z Leśnicy w 1437 roku. Pozostała natomiast dość znacząca spuścizna teologiczna i kaznodziejska po inkwizytorze wrocławskim Janie z Ząbkowic (w latach 1429–1441, zm. w 1446 roku).
Rozwiązanie w 1456 roku dominikańskiej kongregacji misyjnej Societas Fratrum Peregrinantium spowodowało, że pod władzę polskiego prowincjała dominikanów przeszedł trybunał inkwizycyjny na Rusi.

### XVI wiek

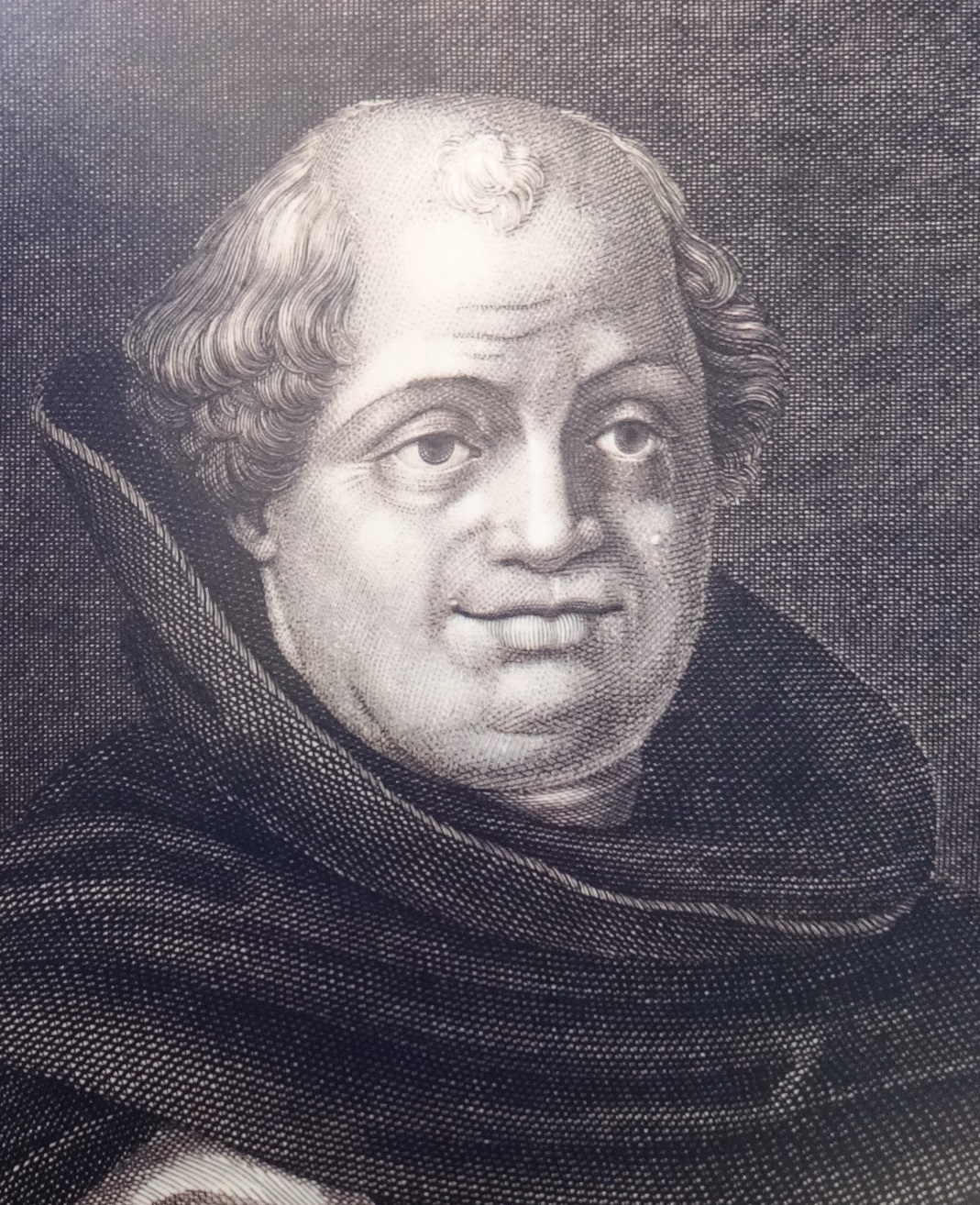
Johann Tetzel, zanim został sprzedawcą odpustów, był inkwizytorem polskiej prowincji dominikańskiej

Końcowy okres istnienia trybunałów inkwizycyjnych na ziemiach polskich jest najsłabiej zbadany. Nie sporządzono do tej pory krytycznego katalogu papieskich inkwizytorów z XVI stulecia. Nie ulega jednak wątpliwości, że na początku tego wieku władze zakonne nadal regularnie wyznaczały inkwizytorów, a ci pełnili swoje funkcje, np. w 1508 roku krakowski inkwizytor Mikołaj ze Żnina skazał na stos żyda oskarżonego o bluźnierstwo, a rok później Johann Tetzel z konwentu głogowskiego otrzymał nominację na inkwizytora polskiej prowincji. Co więcej, obszar działania polskich inkwizytorów rozszerzył się na Wielkie Księstwo Litewskie, gdzie w 1507 roku działał jako inkwizytor przeor wileński Piotr z Sochaczewa. Mimo to, gdy po 1517 roku w wielu regionach kraju zaczęły się szerzyć idee Marcina Lutra, główny ciężar walki z nimi wzięli na siebie biskupi. Uchwały synodów prowincjonalnych z lat 1527, 1532, 1542 i 1551 wzywały do podjęcia zdecydowanych kroków przeciw herezji, ale powierzały jej zwalczanie wyłącznie inkwizycji biskupiej. W 1539 roku w Krakowie sąd biskupi skazał na spalenie Katarzynę Weiglową za zaprzeczanie dogmatowi o Trójcy Świętej i przyjęcie judaizmu.
Uchwały synodu biskupów z 1542 roku ustaliły, że na terenie metropolii gnieźnieńskiej oraz lwowskiej mogą działać wyłącznie inkwizytorzy mianowani przez biskupów. W co najmniej niektórych diecezjach biskupi utworzyli podległe sobie trybunały inkwizycyjne, np. w 1541 roku w Krakowie inkwizytorem został karmelita Jan z Kazimierza, w 1546 roku w Poznaniu dominikanin Paweł Sarbin, a w 1557 roku w Przemyślu miejscowy kanonik Jan Bielecki). Poznański inkwizytor diecezjalny, Paweł Sarbin OP (zm. w 1563 roku), odznaczył się dużą determinacją w pozywaniu przed sąd protestantów, ale nie odniósł na tym polu większych sukcesów z uwagi na opór szlachty i mieszczan.
Działalność inkwizycji biskupiej na dłuższą metę nie była w stanie zatrzymać szerzenia się idei reformacji z uwagi na brak wsparcia ze strony władz świeckich i zdecydowany opór znacznej części wyższych warstw społeczeństwa. Wprawdzie król Zygmunt I Stary (zm. w 1548 roku) i początkowo także jego syn Zygmunt II August (zm. w 1572 roku) wydawali edykty przeciwko luteranizmowi, ale pozostały one martwą literą. Szlachta i władze miejskie odmawiały współpracy z sądami kościelnymi w zwalczaniu herezji. Ponadto wielu duchownych, nie wyłączając biskupów, sympatyzowała z protestantyzmem, np. biskup kujawski Jan Drohojewski odstąpił luteranom jeden kościół w Gdańsku i uchodził za kryptoprotestanta. W 1552 roku papież Juliusz III polecił nawet krakowskiemu inkwizytorowi Janowi z Kazimierza wszczęcie postępowania w sprawie poglądów religijnych ówczesnego prymasa Mikołaja Dzierzgowskiego oraz biskupa chełmińskiego Jakuba Uchańskiego. Ostateczny kres działalności trybunałów inkwizycyjnych w Polsce przyniosły uchwały sejmu z lat 1552–1573. W 1552 roku sejm wyłączył szlachtę spod jurysdykcji sądów kościelnych, w latach 1562–1565 uchwalono zakaz wykonywania wyroków sądów kościelnych przez władze świeckie, a ostatecznie Konfederacja Warszawska z 1573 roku ustanowiła tolerancję religijną dla wyznań protestanckich.
W dominikańskiej tradycji historiograficznej wymienia się kilku zakonników, którzy mieli pełnić funkcję inkwizytora jeszcze za panowania króla Zygmunta Augusta, pomimo uchwał synodalnych oraz sejmowych. Ostatni z nich, Melchior z Mościsk, zmarł dopiero w roku 1590. Jeżeli informacje te są ścisłe (co nie jest pewne), nic nie wskazuje, by inkwizytorskie tytuły były dla tych zakonników czymś więcej niż honorowym wyróżnieniem, gdyż faktyczne procesy o herezję toczyły się przed sądami diecezjalnymi. Współczesny historyk Paweł Kras przyjmuje rok 1552 jako datę zniesienia dominikańskiej inkwizycji w Polsce.

## Statystyki wyroków i egzekucji

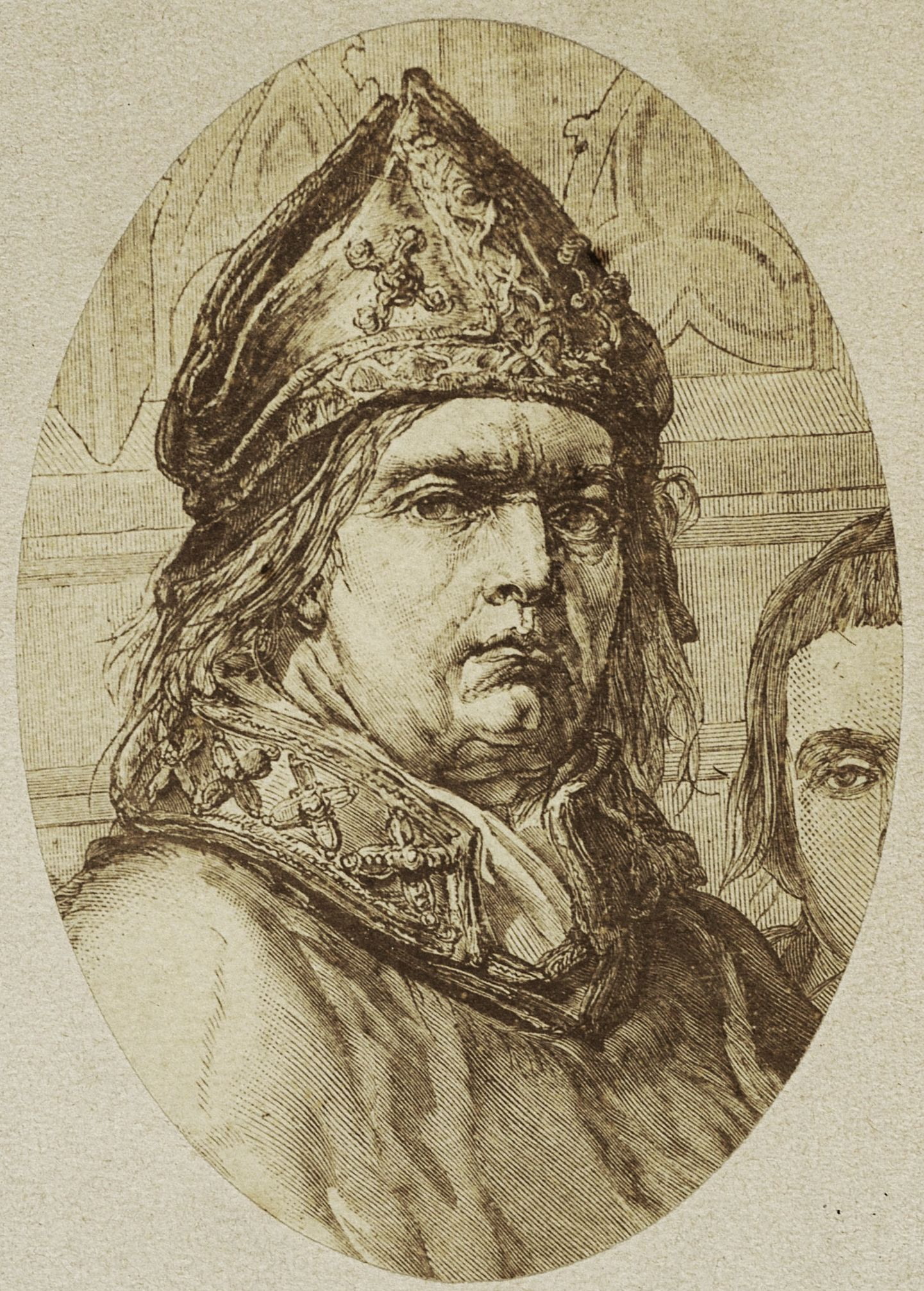
Zbigniew Oleśnicki, biskup krakowski i kardynał, uchodził za głównego pogromcę polskich husytów

Siedemnastowieczni historiografowie dominikańscy nakreślili bardzo szeroki zakres działalności papieskich inkwizytorów w Polsce. Wiele informacji o rzekomych procesach i egzekucjach heretyków na ziemiach polskich od początku XIV aż do połowy XVI wieku zamieścił Vincenzo Maria Fontana, a za nim dziewiętnastowieczny historyk dominikański Sadok Barącz. Apologetyczny charakter dzieła Fontany, którego głównym celem była gloryfikacja zasług własnego zakonu w walce z herezją, bardzo swobodne traktowanie przez niego źródeł (np. częste „wzbogacanie” relacji wcześniejszych autorów), bogata szata retoryczna i duży poziom ogólnikowości większości relacji, a nade wszystko konfrontacja ze źródłami współczesnymi sprawiają, że większość historyków uważa zawarte w jego dziele opisy działań inkwizytorów polskich za niewiarygodne. Henry Charles Lea (1825–1909) w swej monumentalnej historii średniowiecznej inkwizycji poświęcił jej działalności w Polsce bardzo niewiele miejsca, wspominając o niej jedynie przy okazji omawiania działalności inkwizycji w Czechach.
Prawie cała zachowana dokumentacja dotycząca antyheretyckich represji na ziemiach polskich dotyczy sądów biskupich. Wzmianki o działalności papieskich inkwizytorów są sporadyczne i bardzo często wskazują jedynie na uczestnictwo inkwizytora w procesie wytoczonym przez sąd biskupi.

### Wyroki inkwizycji papieskiej
Stosunkowo najwięcej informacji o papieskiej inkwizycji pochodzi ze Śląska, choć i tu są one dość skromne i niemal wyłącznie z XIV wieku. Inkwizytor Jan Szwenkenfeld w 1332 roku prowadził dochodzenie przeciwko beginkom ze Świdnicy. Przesłuchanych zostało 16 podejrzanych członkiń wspólnoty, które przyznały się do herezji. Niestety nie wiadomo jakie zapadły wyroki; źródła współczesne nie odnotowują żadnych egzekucji, prawdopodobne jest natomiast, że doszło do rozwiązania konwentu beginek w Świdnicy. Osiem lat później inkwizytor ten aresztował wrocławskiego księdza Marcina pod zarzutem herezji. Również w tym przypadku nie wiadomo, jak proces się zakończył. W 1398 roku inkwizytor Jan z Gliwic spalił niejakiego Stefana, zwolennika wiklefizmu.
Z terytorium Królestwa Polskiego najwięcej zachowanych informacji dotyczy działalności dwóch inkwizytorów wyznaczonych dla północnych diecezji Królestwa Polskiego: Mikołaja z Łęczycy (1427–1450) i Jakuba Grzymały (udokumentowany na urzędzie w latach 1454–1466). Mikołaj z Łęczycy w roku 1438 działał w archidiecezji gnieźnieńskiej, a następnie w latach 1439–1443 działał w diecezji poznańskiej we współpracy z biskupem Andrzejem Bnińskim. Odnotowany jest jego udział w procesach dziesięciu podejrzanych z okolic Zbąszynia, w tym dwójki uprzednio już przez niego rozgrzeszonych Miklasza z Gniezna i Jakuba z Wroniaw, którzy ponownie popadli w herezję i zostali skazani na więzienie. Spośród tych dziesięciu procesów w pięciu Mikołaj sam rozgrzeszył podejrzanych i nałożył pokutę, w czterech wydał wyrok wspólnie z biskupem, a w jednym przypadku uczestniczył jedynie w przesłuchaniach i był obecny podczas ceremonii wyparcia się herezji przez oskarżonego, ale formalnie w wydawaniu wyroku udziału nie brał. Jakub Grzymała we wrześniu 1457 roku przeprowadził w diecezji płockiej proces wikarego Mikołaja z Bulkowa i nieznanej z imienia kobiety; wikary został wtrącony do więzienia, natomiast na kobietę nałożono pokutę. W 1466 roku pozwał pod zarzutem herezji księdza Marcina ze Strzegowa, ten jednak zignorował wezwanie i nie wiadomo jaki był dalszy tok tej sprawy. Być może nieco wcześniej, około 1453 roku, Jakub Grzymała prowadził procesy przeciw husytom w Krakowie, w których mogły zapaść nawet wyroki śmierci. Tak w każdym razie twierdził Fontana i choć nie udało się znaleźć potwierdzenia tej informacji w źródłach współczesnych, są poszlaki wskazujące, że w tym przypadku przekaz Fontany może zasługiwać na zaufanie. Według Abrahama Bzowskiego jeszcze w początkach XVII wieku w konwencie krakowskim znajdował się jeden tom akt procesowych tego inkwizytora. Dokumentacja taka nie została jednak jak dotąd odnaleziona, a sam Bzowski nie omówił zawartości tych akt.
Krakowski inkwizytor Piotr Kantor prowadził co najmniej dwa postępowania o herezję. W 1410 roku prowadził śledztwo w sprawie kleryka Mikołaja oskarżonego o praktyki magiczne i astrologiczne oraz podszywanie się pod osobę duchowną. Sprawa najprawdopodobniej zakończyła się oddaniem pod osąd kurii papieskiej. Nieco później Piotr Kantor wszczął postępowanie przeciwko kanonikowi Janowi z Lganowa herbu Jelita, który jednak unikał stawiennictwa. Przypuszczalnie inkwizytor wydał w jego sprawie zaoczny wyrok skazujący na pozbawienie kościelnych beneficjów.
Kolejny inkwizytor krakowski Jan Polak przeprowadził w latach 20. XV wieku dwa procesy przeciwko Czechowi Henrykowi z Brzegu, nadwornemu astrologowi królewskiemu, oskarżonemu o heretycką magię. Za pierwszym razem (przed 1428 rokiem) inkwizytor udzielił mu rozgrzeszenia i upomnienia. W roku 1428 wytoczono mu jednak ponowny proces, który tym razem prowadzili wspólnie inkwizytor Jan oraz biskup krakowski Zbigniew Oleśnicki. Astrolog został skazany na „wieczne więzienie”.
Pruski inkwizytor Piotr Wichman w 1430 roku oskarżył krzyżackiego proboszcza z Torunia, Andrzeja Pfaffendorfa, o sprzyjanie husytyzmowi. Sprawa ta rychło przerodziła się w spór polityczny między zwolennikami władzy zakonu krzyżackiego a jego przeciwnikami i w rezultacie doprowadziła do krótkotrwałego wygnania dominikanów z Torunia. Proces ciągnął się przez kilka lat i otarł się o Stolicę Apostolską. Ostatecznie Pfaffendorf musiał wyrzec się swoich poglądów.
W kwietniu 1508 roku inkwizytor krakowski Mikołaj ze Żnina skazał na spalenie Żyda oskarżonego o bluźnierstwo oraz profanację hostii.
Powyższy, dość skromny i zapewne dalece niekompletny bilans udokumentowanych działań papieskiej inkwizycji (około 40 postępowań, dwie potwierdzone egzekucje) stanowi jednak zaledwie cząstkę faktycznych działań antyheretyckich na ziemiach polskich. Te były bowiem prowadzone głównie przez sądy biskupie.

### Wyroki inkwizycji biskupiej
Śledztwo przeciw śląskim waldensom prowadzone przez inkwizytorów mianowanych przez biskupa wrocławskiego Henryka w 1315 roku było pierwszym i zarazem najbardziej krwawym postępowaniem tego rodzaju na ziemiach polskich. Choć fragmentarycznie zachowana dokumentacja potwierdza jedynie pięć egzekucji (cztery w Świdnicy i jedna w Nysie), zapisy kronikarskie wskazują, że faktyczna liczba spalonych wyniosła około 50.
W 1319 roku biskup kujawski Gerward Leszczyc oskarżył o herezję begardów z konwentu w Kaszczorku koło Torunia. Dwóch begardów spalono, a cały konwent dwa lata później został rozwiązany. W 1349 roku biskup wrocławski Przecław z Pogorzeli skazał na spalenie przywódcę ruchu biczowników w swej diecezji.
W XV wieku w Królestwie Polskim odnotowano około 200 spraw o herezję, z czego prawie wszystkie rozpatrzyły sądy biskupie. Większość z nich zakończyła się udzieleniem podejrzanym rozgrzeszenia i nałożeniem pokuty kościelnej. Do egzekucji doszło w dziewięciu przypadkach, z czego sześć miało miejsce w diecezji poznańskiej, a trzy w kujawskiej. Należy jednak zaznaczyć, że nie zachowały się prawie żadne akta procesów o herezję z obszaru diecezji krakowskiej, a istnieje wiele poszlak wskazujących, że była ona obszarem szczególnie intensywnej działalności sądów kościelnych przeciw husytom, zwłaszcza za rządów biskupa Zbigniewa Oleśnickiego (1423–1455). Ponadto można jeszcze doliczyć wspomnianą w jednej z kronik egzekucję husyty Piotra z Leśnicy we Wrocławiu w 1437 roku.
Działalność antyheretycka sądów biskupich w okresie reformacji nie została jak dotąd podsumowana. Wydaje się jednak, że jedyna egzekucja odbyła się w 1539 roku w Krakowie, gdzie spalona została mieszczanka Katarzyna Weiglowa oskarżona o przyjęcie judaizmu i zaprzeczanie dogmatowi o Trójcy Świętej.

### Działalność inkwizycyjna legatów papieskich
W marcu 1420 roku we Wrocławiu doszło do spalenia na stosie praskiego mieszczanina Jana Krasy, który stał się jednym z bardziej znanych husyckich męczenników. Sądowi inkwizycyjnemu w jego sprawie przewodniczył jednak nie miejscowy biskup Konrad z Oleśnicy ani inkwizytor Jan z Gliwic, lecz przebywający wówczas na Śląsku legat papieski Fernando de Palacios, biskup Lugo, który nawoływał do krucjaty przeciwko Czechom. Wyrok śmierci zatwierdził osobiście król czesko-niemiecki Zygmunt Luksemburski, który przebywał wówczas wraz z legatem we Wrocławiu.
W latach 1453–1454 we Wrocławiu i Krakowie antyhusyckie i antyżydowskie kazania głosił legat i komisarz apostolski Jan Kapistran OFM, który pełnił funkcję inkwizytora generalnego w zakonie franciszkańskim. W czasie jego pobytu we Wrocławiu w 1453 spalonych zostało 41 żydów oskarżonych o mord rytualny i profanację hostii, choć jego bezpośredni udział w tych prześladowaniach nie jest jasny.

### Lista egzekucji heretyków z wyroku sądów inkwizycyjnych
| Data                 | Miejsce   | Przewodniczący trybunału inkwizycyjnego                                                             | Jurysdykcja | Liczba straconych | Charakterystyka ofiar |
| -------------------- | --------- | --------------------------------------------------------------------------------------------------- | ----------- | ----------------- | --- |
| 1315                 | Śląsk     | Paweł z Bancz OCist, tytularny biskup Tyberiady, sufragan biskupa wrocławskiego Henryka z Wierzbnej | biskupia    | ok. 50            | Waldensi spaleni we Wrocławiu, Świdnicy i Nysie |
| 1319                 | Toruń     | Gerward Leszczyc, biskup kujawski                                                                   | biskupia    | 2                 | Begardzi z konwentu w Kaszczorku |
| 1349                 | Wrocław   | Przecław z Pogorzeli, biskup wrocławski                                                             | biskupia    | 1                 | Przywódca ruchu biczowników na Śląsku |
| 1398                 | Wrocław   | Jan z Gliwic OP, inkwizytor wrocławski                                                              | papieska    | 1                 | Wiklefita Stefan z Wrocławia |
| 1420                 | Wrocław   | Fernando de Palacios, biskup Lugo i legat papieski w Królestwie Czeskim                             | legacka     | 1                 | Husyta Jan Krasa z Pragi |
| koniec lat 20. XV w. | Włocławek | Prawdopodobnie biskup kujawski Jan Szafraniec                                                       | biskupia    | 1                 | Husyta Mikołaj z Kłodawy. Dokładna data egzekucji nieznana |
| 1437                 | Wrocław   | Prawdopodobnie biskup wrocławski Konrad IV Starszy                                                  | (biskupia?) | 1                 | Adwokat konsystorza wrocławskiego Piotr z Leśnicy, stracony prawdopodobnie jako husyta |
| lata 40. XV wieku    | Poznań    | Andrzej Bniński, biskup poznański                                                                   | biskupia    | 5                 | Husyccy księża ze Zbąszynia. Jan Długosz zamieszcza informację o ich egzekucji pod rokiem 1439, wielu autorów przesuwa ją na rok 1440, jednak analiza zachowanych materiałów procesowych wskazuje, że egzekucje te musiały mieć miejsce później i niekoniecznie odbyły się jednocześnie. Jednym z tych księży był zapewne Mikołaj Kłoczek, spalony w 1442. |
| 1453                 | Poznań    | Andrzej Bniński, biskup poznański                                                                   | biskupia    | 1                 | Husyta Mikołaj Grunberg |
| 1480                 | Włocławek | Zbigniew Oleśnicki, biskup kujawski                                                                 | biskupia    | 1                 | Husyta Mikołaj z Nowej Nieszawy |
| 1499                 | Włocławek | Krzesław Kurozwęcki, biskup kujawski                                                                | biskupia    | 1                 | Husyta Adam z Radziejowa |
| 1508                 | Kraków    | Mikołaj ze Żnina OP, inkwizytor krakowski                                                           | papieska    | 1                 | Żyd oskarżony o bluźnierstwo i profanację hostii |
| 1539                 | Kraków    | Piotr Gamrat, biskup krakowski                                                                      | biskupia    | 1                 | Katarzyna Weiglowa spalona za przyjęcie judaizmu |

### Egzekucje heretyków na podstawie wyroków władz lokalnych
Powyższy bilans musi zostać uzupełniony o kilka odnotowanych w źródłach egzekucji heretyków dokonanych w latach 20. XV wieku przez władze lokalne bez udziału inkwizytora czy biskupa. Wiadomo, że w Poznaniu ok. 1425/26 władze miejskie spaliły dwie osoby na podstawie oskarżenia o herezję wniesionego przez karmelitów. Do arbitralnych działań dochodziło także na ogarniętym działaniami zbrojnymi Śląsku. W 1427 opat klasztoru cystersów w Krzeszowie na pograniczu śląsko-czeskim spalił na stosie trzech husyckich parobków.

## Papiescy inkwizytorzy w Polsce (1318–1542)

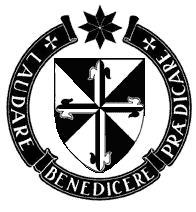
Herb zakonu dominikanów. Prawie wszyscy papiescy inkwizytorzy działający w Polsce byli dominikanami

Poniższe listy obejmują wszystkich znanych i udokumentowanych źródłowo inkwizytorów papieskich działających na obszarze polskiej prowincji inkwizytorskiej, której granice nie pokrywały się z granicami politycznymi. Pod względem chronologicznym doprowadzone są do roku 1542, gdy synod polskich biskupów uchwalił zakaz działalności inkwizytorów niemających mandatu biskupiego na obszarze metropolii gnieźnieńskiej i lwowskiej. Wprawdzie dominikańska tradycja wymienia także kilku inkwizytorów mianowanych już po tej dacie, ale przekazy te nie zostały jak dotąd krytycznie zweryfikowane.

### Inkwizytorzy krakowsko-wrocławscy w latach 1318–1327
- Peregryn z Opola OP (1318–1327)[82]
- Mikołaj Hospodyniec OFM (mianowany w 1318)[82][83]

### Inkwizytorzy krakowscy (po 1327)
- Stanisław z Bochni OP (1328?–przed 1337)[84][85]
- Stanisław z Krakowa OP (udokumentowany w 1344)[86]
- Piotr Kantor OP (udokumentowany 1403–1414)[87]
- Mikołaj z Pniew OP (udokumentowany w 1419)[88]
- Jan Polak OP (udokumentowany 1422–1428)[89]
- Mikołaj z Brześcia OP (udokumentowany 1437–1463?)[90]
- Marcin Kaczer OP (1463–1477)[91]
- Wojciech z Siecienia OP (1478–1502)[92]
- Mikołaj ze Żnina OP (udokumentowany 1505–1530)[93][94]

### Inkwizytorzy wrocławscy (po 1327)
- Jan Szwenkenfeld OP, inkwizytor diecezji wrocławskiej i lubuskiej (1330–1341)[95]
- Wincenty OP (udokumentowany w 1346)[95]
- Jan Strachota OP (udokumentowany 1356–1369)[95]
- Otto OP (udokumentowany w 1378)[95]
- Jan z Gliwic OP (1397–1428)[95]
- Jan Melzer z Ząbkowic OP (udokumentowany 1429–1441)[95]
- Henryk Krelker OP (udokumentowany 1444–1450)[95]
- Grzegorz Hejncze OP (1461–1483)[95][96]
- Jan Wójcik OP (mianowany w 1500, zm. 1520)[95][97]

### Inkwizytorzy w Wielkopolsce i na Mazowszu
- Mikołaj OP, inkwizytor Wielkopolski (udokumentowany w 1339)[9]
- Mikołaj z Łęczycy OP, inkwizytor diecezji gnieźnieńskiej i poznańskiej (1427–1450) oraz diecezji włocławskiej i płockiej (udokumentowany 1439–1450)[98]
- Jakub Grzymała OP, inkwizytor diecezji gnieźnieńskiej i płockiej (udokumentowany 1454–1466), poznańskiej i włocławskiej (udokumentowany 1454–1461) oraz chełmińskiej (mianowany w 1461)[99]
- Wincenty Wierzbięta OP, inkwizytor diecezji poznańskiej (mianowany w 1461, zm. 1494)[100], od 1469 sufragan poznański[101]
- Wojciech z Sochaczewa OP, inkwizytor diecezji poznańskiej (mianowany w 1505, zm. 1529)[102], od 1506 sufragan poznański[101]

### Inkwizytorzy w Prusach
- Wilhelm OP, inkwizytor Prus (udokumentowany 1333–1335)[103]
- Piotr Wichman OP, inkwizytor diecezji włocławskiej, chełmińskiej, pomezańskiej i warmińskiej (1429–1438)[104]
- Mikołaj Grüneberg OP, inkwizytor w Toruniu[105] (udokumentowany w 1465)[106]
- Maciej Floris OP, inkwizytor diecezji chełmińskiej (zm. 1482)[107]

W 1550 roku papież Juliusz III, przekazując biskupowi chełmińskiemu Stanisławowi Hozjuszowi (późniejszemu biskupowi warmińskiemu i kardynałowi) opiekę duszpasterską nad diecezją pomezańską w luterańskich Prusach Książęcych, która należała do metropolii ryskiej i od ponad 20 lat nie miała katolickiego biskupa, w jednym z dokumentów nadał mu tytuł „inkwizytora heretyckiej przewrotności” na obszarze tej diecezji.

### Inkwizytorzy na Rusi (po 1456 roku)
Trybunał inkwizycyjny dla Rusi z siedzibą we Lwowie istniał od 1381 roku, jednak początkowo podlegał on nie prowincjałowi polskich dominikanów, lecz wikariuszowi dominikańskiej kongregacji misyjnej Societas Fratrum Peregrinantium. Po upadku Konstantynopola w 1453 roku kongregacja ta została rozwiązana i trzy lata później ruskie konwenty dominikanów oraz tamtejszy trybunał inkwizycji powróciły do polskiej prowincji:
- Maciej Konradi OP, inkwizytor Rusi (udokumentowany 1458–1470)[110]
- Maciej z Kościana OP, inkwizytor diecezji lwowskiej (1505–1519)[111]

### Inkwizytorzy Wielkiego Księstwa Litewskiego
- Piotr z Sochaczewa OP (1507–1510)[112]

### Pozostali
- Leopold OP, inquisitor Polonie (udokumentowany 1382–1386)[113]
- Tomasz ze Słupska OP, inkwizytor diecezji kamieńskiej[114] (mianowany w 1461)[115]
- Johann Tetzel OP, inkwizytor per Provinciam Poloniae (1509–1519)[116]
- Stefan OP, inkwizytor in Regno et provincia Poloniae (mianowany w 1539)[117]